# Кенвуд (Калифорнија)
Кенвуд (енгл. Kenwood) насељено је место без административног статуса у америчкој савезној држави Калифорнија.

## Демографија
По попису из 2010. године број становника је 1.028.
| Група             | 2000.    | 2010.       |
| Белци             | 0 (0,0%) | 904 (87,9%) |
| Афроамериканци    | 0 (0,0%) | 1 (0,1%)    |
| Азијати           | 0 (0,0%) | 23 (2,2%)   |
| Хиспаноамериканци | 0 (0,0%) | 79 (7,7%)   |
| Укупно            | 0        | 1.028       |